# Steffen Jensen (borgmester)
 Der er flere personer med dette navn, se Steffen Jensen.
Steffen Jensen (født 25. juli 1982 i Frederiksværk) er en socialdemokratisk politiker som er borgmester i Halsnæs Kommune.
Steffen Jensens far var fællestillidsmand på Det danske Stålvalseværk og hans mor var leder af et kvindekrisecenter.
Steffen Jensen blev valgt til byrådet i Halsnæs Kommune i 2013. Efter Kommunal- og regionsrådsvalg 2017 blev han ved konstitutionen udpeget til ny borgmester i Halsnæs Kommune.
Ved kommunalvalget i 2021 opnåede Socialdemokratiet med 45,4 procent af stemmerne absolut flertal med 11 ud af 21 pladser i byrådet, så Steffen Jensen var sikret at kunne fortsætte som borgmester.